# 陈德先
陈德先（1915年12月—2004年10月11日），男，江西泰和人，中国人民解放军将领、中国人民解放军开国少将。

## 生平
陈德先1934年加入中国共产党。曾任中国人民解放军第22军副政委。1955年，授予中国人民解放军少将。